# Marcel Thielemans
Marcel Thielemans (Schaarbeek, België, 13 mei 1912 – Hilversum, 15 mei 2003) was een Vlaamse zanger en trombonist.
Hij was zoon van Justina Aerts en bakker Pierre Joseph Thielemans, vader was amateurmusicus. In 1939 trouwde hij met Maria Carola Rosalia Verploegen, dochter van de gemeentesecretaris.
Hij werd door zijn vader meegenomen naar concerten van de fanfare De Weergalm; even later speelde hij er zelf in. Thielemans kreeg zijn opleiding aan een plaatselijke muziekschool en het Koninklijk Conservatorium Brussel. Hij speelde vervolgens in orkesten van Gus Deloof en Fud Cantrix en zong bij Chas Remue (NIR).
In 1933 kwam hij door Theo Uden Masman naar bij The Ramblers; Thielemans had net zijn dienstplicht vervuld. Een eerste contract van drie maanden kreeg een vervolg in een langdurig samen concerteren; in 1958 vierde Thielemans zijn 25-jarig jubileum.  Al spoedig nam hij ook een gedeelte van het zangwerk voor zijn rekening en heeft tientallen liedjes populair gemaakt, met het Franse chanson  als specialiteit. Hij bleef bij het orkest tot het werd ontbonden in 1964. In aanvulling op die optredens was hij ook wel zonder The Ramblers te zien en te horen in bijvoorbeeld radio-ensembles van Klaas van Beeck, Leslie Cool en Jo Budie. In 1957 en 1960 nam hij deel aan het Nationaal Songfestival. Thielemans trad in die jaren wel op met Maurice Chevalier en Paul Durand. 
Bij de heroprichting van de band door Jack Bulterman in 1974 was hij ook weer van de partij. Na het overlijden van Bulterman nam hij in 1978 de rol van orkestleider over. Hij nam afscheid van de band in 1998.
Thielemans overleed op 15 mei 2003 in een ziekenhuis te Hilversum aan de gevolgen van een hartstilstand. Hij werd begraven op het kerkhof St. Vitus te Blaricum, in het graf van zijn vrouw (1918-1992).

## Composities
- Achttien zeven en tachtig-polka
- Chérie
- Fietsen op de heide
- Hengstengalop
- Het liedje van verlangen
- Ik zal wachten
- In negentien-drie-acht
- Jean-Claude
- Kakelwals
- Mademoiselle
- Marrakech
- Mijn Marietje
- Oeh! (Mambo)
- Old Dutch
- Royal Dutch
- Vacantie polka
- Walkin' with Nenette
- Wij spelen Dixieland
- De brandweer van Mexico

- International Standard Name Identifier: 0000 0001 3090 8456
- Library of Congress Control Number: no2013019692
- MusicBrainz: 735d01f8-0121-4e07-9c40-98fe4f30549b
- Nederlandse Thesaurus van Auteursnamen: 246140925
- Virtual International Authority File: 288305276
- WorldCat: E39PBJbCKHKBw6GfdBR9Hh78md